# Safareigs públics de Cubelles
Els Safareigs públics de Cubelles és una obra de Cubelles (Garraf) protegida com a Bé Cultural d'Interès Local.

## Descripció
Els safareigs són al carrer del Raval i ocupen una parcel·la de 158m2 de superfície. S'hi pot accedir per dues portes i tenen una copberta de fibrociment suportada per pilars d'obra i bigues de fusta. Els safareigs principals, fets de rajola o maons fets a mà, que daten de finals del segle xix foren pagats pel senyor Joan Pedro i Roig. Es creu que van substituir uns safareigs anterior més antics. Entrant a mà dreta trobem el safareig dels malalts. La roba dels quals es rentava a part per tal de no contaminar la roba d'altres persones. Hi ha un pati gran per estendre la roba, una part del qual està coberta per poder estendre els dies de pluja.
L'aigua era un bé escàs a la població de Cubelles i fou l'"americano" Joan Pedro i Roig al 1882 qui va fer donació de l'aigua de procedent de diferents surgències de Santa Oliva. Una d'elles situada a la partida de "La Canya", el mas Perdut i la finca de la partida del molí de la Canya. Les aigües brutes es feien servir per regar els horts. L'any 1931 es construeix la coberta.